# Jorge Embaló
Jorge Amadu Embaló, nascido em Portugal a 20 de julho de 1999, é um jogador do basquetebol que joga atualmente pelo CAB Madeira.